# 150

## Събития
- Марк Гавий Сквила Галикан и Секст Карминий Вет са римски консули
- около 150: Християнизиране на римските провинции в Северна Африка

## Починали
- Лян На, жена на Император Шун (династия Хан)